# Julius Victor Carus
Pour les articles homonymes, voir Carus (homonymie).
Julius Victor Carus est un zoologiste saxon, né le 25 juillet 1823 à Leipzig et mort le 10 mars 1903 dans cette même ville.

## Biographie
Il est le fils d’un professeur de chirurgie de Dorpat. Carus étudie la médecine et la médecine à Leipzig à partir de 1841. En 1846, il devient médecin assistant dans le Georgenhospital. Il séjourne quelque temps à Oxford. Habilité en 1851, il devient, en 1853, professeur d’anatomie comparée et est directeur de l’institut zoologique à l’université de Leipzig. Il donne, durant les étés de 1873 et de 1874, des conférences de zoologie à l’université d'Édimbourg dans le cadre de la présentation des résultats scientifiques de l’expédition à bord du Challenger par le professeur Sir Charles Wyville Thomson (1830–1882).
Il entretient une correspondance avec Charles Darwin (1809-1882) et traduit plusieurs de ses ouvrages dont son Origin of Species (Stuttgart, E. Schweizerbart'sche Verlagsbuchhandlung, 1876). Cette édition est utilisée très souvent comme une traduction de référence. Il traduit également, en 1863, l’ouvrage de Thomas Henry Huxley (1825-1895), Man’s Place in Nature (sous le titre de Zeugnisse für die Stellung des Menschen in der Natur).
Carus travaille en collaboration avec Albert von Kolliker (1817-1905) et Carl Theodor Ernst von Siebold (1804-1885). Il fonde, en 1875, la revue Zoologischer Anzeiger.
En 1895, il figure parmi les membres fondateurs de la Commission internationale de nomenclature zoologique composée de cinq zoologistes : R. Blanchard, J.V. Carus, F.A. Jentink, P.L. Sclater et C. W. Stiles.

## Liste partielle des publications
- 1849 : Zur nähern Kenntnis des Generationswechsels (Leipzig).
- 1853 : System der tierischen Morphologie.
- 1854 : Über die Wertbestimmung zoologische Merkmale.
- 1857 : Julius Victor Carus (dir.): Icones Zootomicae. Avec des contributions originales de George James Allman (1812-1898), Carl Gegenbaur (1826-1903), Th.H. Huxley, Alb. Kölliker, Heinrich Ludwig Hermann Müller (1829-1883), M.S. Schultze, Carl Theodor Ernst von Siebold (1804-1885) et F. Stein. (Wilhelm Engelmann, Leipzig)
- 1861 : Bibliotheca zoologica (Leipzig, deux volumes)
- 1861 : Über die Leptocephaliden.  (Wilhelm Engelmann, Leipzig).
- 1863-1875 : avec Wilhelm Peters (1815-1883) et Carl Eduard Adolph Gerstaecker (1828-1895) Handbuch der Zoologie (Leipzig).
- 1872 : Alexander von Humboldt. Eine wissenschaftliche Biographie. (Leipzig, 3 volumes).
- 1872 : avec Johannes Peter Müller (1801-1858) et C. Darwin Geschichte der Zoologie bis auf Joh. Müller und Ch. Darwin. (Munich).
- 1880 : Histoire de la zoologie depuis l’Antiquité jusqu’au XIXe siècle. (Baillière, Paris) : texte disponible sur le site de la bibliothèque numérique gallica.
- 1884 : Prodromus faunae mediterraneae.